# 陳立品
陳立品（英語：Chan Lap Ban，1911年7月29日—1990年7月18日），原名陳慧芳，香港女性甘草演員，籍貫廣東省南海縣人，陳立品在1911年生於泰國曼谷，於曼谷成長。渾號「品姨」，戰前在全女班粵劇團與潘冰嫦的母親反串當小生，1946年經劉克宣介紹首次接拍電影。
她是天主教徒，丈夫是牙醫，她是香港1950年代至1980年代尾經典電視劇閒角角色人物，她的孫兒黃宗賜亦是著名的童星。她頭上頂着的大髻是她的標誌，以至後來有藝人梳理類似的髮型（如：陳慧嫻在《變變變》大碟的形象）都會被冠上「品姨頭」這個稱號。
擅長扮演問米婆、打小人、徙置區老婦、清潔大嬸等，最主要的如《獅子山下》劇集中，每集都會出現但飾演不同的角色，但普遍都是住在徙置大廈或安置區的老婦，時而慈祥和靄、時而刻薄勢利，演技精湛，而她本身也長期居於牛頭角廉租屋第四座的公屋單位。1985年曾經營精品店而一度息影，隨後因生意不佳而結業，1988年玩票性質參與演出電視劇集。陳立品1980年代後期開始體弱多病、視力衰退，但仍不時參與電影演出。1990年5月證實患上肺癌，至7月18日病逝，終年79歲。同月28日舉行葬禮，由羅蘭代表無綫電視宣讀悼詞，其後遺體送往沙田富山火葬場火化，骨灰安放於長沙灣天主教聖辣法厄爾墳場。

## 代表作
- 香港電台電視劇《獅子山下》
- 許冠傑歌曲MV女角，包括《打雀英雄傳》中飾六嬸，《搵嘢做》中飾莫大毛的母親。
- 《雙星報喜》的閒角角色。
- 1977年以她為主角的《歡樂今宵》的短劇「品姨」[11]。

## 綜藝節目
- 《雙星報喜》（1971年）
- 《歡樂今宵》（1970年代）
- 《點只咁簡單》（1977年）

## 港台劇集
- 《獅子山下》：青春的價值（1974） 飾 芳姨
- 《獅子山下》：祖母的祈求（1974） 飾 上海佬妻子
- 《獅子山下》：日出日落（1975年）飾 珍媽
- 《獅子山下》：喬遷（1976年）
- 《獅子山下》：野孩子（1977年）[12]
- 《獅子山下》：老犁（1978年）
- 《獅子山下》：何處是吾家（上，下）（1979年）
- 《獅子山下》：新生（1979年）
- 《獅子山下》：三婆（1980年）
- 《獅子山下》：煙火人間（上，下）飾鄰居（1987年）

## 無綫電視劇
- 1973-1976年：《七十三》 飾 三家
- 1975年：《群星譜之五朵銀花》
- 1976年：《夕陽無限好之騎木馬》
- 1977年：《家變》 飾 細嫲
- 1977年：《人頭馬百變財神變則通》 飾 六嬸
- 1977年：《小人物之四當家》 飾 祥嬸
- 1978年：《為兩餐2》 飾 品姑
- 1978年：《奇謀妙計施公案》
- 1978年：《孖生姊妺》 飾 報紙婆
- 1979年：《家在香港》 飾 璇姐
- 1980年：《發現灣》 飾 娥姐
- 1980年：《衝擊》 飾 黃嬌
- 1980年：《歡樂群英》 飾 老鴇
- 1980年：《聲寶喜相逢》
- 1980年：《上海灘》 飾 丁力母
- 1981年：《千王群英會》 飾 阿龍 (周潤發) 祖母
- 1981年：《前路》 飾 李烈（呂良偉）母
- 1981-1986年：《香港八X》 飾 牛老太（牛生之母）
- 1981年：《妙手神偷》
- 1981年：《上海灘續集》 飾 丁力母
- 1981年：《逐個捉》 飾 慈姑
- 1982年：《萬水千山總是情》 飾 龍套
- 1982年：《天龍八部》 飾 譚婆
- 1983年：《畫出彩虹》 飾 殷翠兒祖母
- 1984年：《新紮師兄》 飾 十三姨
- 1985年：《光怪陸離》
- 1985年：《挑戰》
- 1986年：《靜待黎明》 飾 七婆
- 1987年：《季節》 飾 妗婆奶奶
- 1988年：《太平天國》 飾 打小人婆
- 1988年：《誓不低頭》飾 李玉娣

## 麗的電視劇
- 1975年：《十大奇案之三狼》 飾 包租婆

## 電影
- 大鬧粉粧樓（1949年）...毛守備
- 東成西就（1950年）
- 朝陽（1950年）
- 野花香（1950年）
- 妻多夫賤（1950年）
- 脂粉豺狼（1950年）
- 神俠金羅漢（1950年）
- 飄零二孤女（1950年）
- 家和萬事興（1950年）
- 豪門蕩婦（1950年）
- 血淚洗殘脂（1950年）...接生
- 天涯何虎再相逢（1950年）...鄰婦
- 虎穴雙珠（1950年）
- 細路祥（1950年）...二房東
- 失魂魚（1951年）
- 紙醉金迷（1951年）
- 為情顛倒（1952年）
- 珍珠淚（1952年）
- 呆佬拜壽（1952年）
- 歌唱新夜吊白芙蓉（1952年）
- 二八嬌妻一歲郎（1952年）
- 我為情（1953年）
- 出籠鳥（1953年）
- 夜渡鴛鴦江（1953年）
- 情劫姊妹花（1953年）
- 春（1953年）
- 雪夜訪情憎（1953年）
- 往事知多少（1953年）
- 光棍姻緣（1953年）
- 家（1953年）
- 家家戶戶（1954年）
- 不如歸（1954年）
- 林黛玉魂歸離恨天（1954年）
- 重續今生未了緣（1954年）
- 金蘭姊妹（1954年）
- 錯燒龍鳳燭（1954年）
- 樓下閂水喉（1954年）
- 秋（1954年）
- 魂斷望夫山（1955年）
- 兒女私情（1955年）
- 花都綺夢（1955年）
- 半夜奇談（1955年）
- 兩重心（1955年）
- 雄寡婦（1955年）
- 後窗（1955年）
- 繅絲女（1955年）
- 金生桃盒（1955年）
- 父母心（1955年）
- 孤星血淚（1955年）
- 方世玉救洪熙官（1956年）
- 原野（1956年）
- 鄉下女尋夫（1956年）
- 黃飛鴻擂台比武（1956年）
- 黃飛鴻天后廟進香（1956年）...珍母
- 慈母頌（1956年）
- 失匙夾萬（1956年）
- 黃飛鴻火燒大沙頭（1956年）...龜婆
- 家和萬事興（1956年）
- 霸王雞也（1956年）
- 梁紅玉擊鼓退金兵（1956年）...鴇母
- 神經大姐戇姑爺（1956年）
- 呂蒙正祭灶（1956年）
- 黃飛鴻水底三擒蘇鼠廉（1956年）
- 花依舊笑春風（1956年）
- 碧血恩仇萬古情（1956年）
- 狂風暴雨吊寒梅（1956年）
- 小白菜情困楊乃武（1956年）
- 呆佬拜壽（1956年）
- 荒唐鏡三氣胭脂馬（1956年）
- 狐仙奇緣（1957年）
- 魂歸離恨天（1957年）
- 打劫陰司路（1957年）
- 插錯美人頭（1957年）
- 呆佬添丁（1957年）
- 風火鬼頭刀（1957年）
- 小婦人（1957年）
- 女俠紅蝴蝶（1957年）
- 十三妹大鬥能仁寺（1957年）
- 王老虎搶親（1957年）
- 黃飛鴻血濺姑婆屋（1957年）...奀婆
- 梁祝恨史（1958年）
- 黃飛鴻龍虎爭鬥（1958年）
- 蛇美人劈山尋太子（上集）（1958年）
- 兒心碎母心（1958年）
- 烽火佳人（1958年）
- 柳毅傳書（1958年）
- 鳳燭燒殘淚未乾（1959年）
- 金山大少（1959年）
- 猩猩王大鬧天宮（1959年）...鴇母
- 天堂兒女（1959年）
- 金釵引鳳凰（1959年）
- 三年一哭二郎橋（1959年）
- 毒丈夫（1959年）
- 九天玄女（1959年）
- 乖侄（1959年）
- 生死連枝（下集大結局）（1959年）
- 生死連枝（上集）（1959年）
- 含笑飲砒霜（1959年）
- 阿福當兵（1959年）
- 紫釵記（1959年）
- 冷月寒梅（下集）（1960年）
- 代代扭紋柴（1960年）
- 花王之女（1960年）
- 玉郎戲鳳賀春宵（1960年）
- 十大姐（1960年）
- 可憐天下父母心（1960年）
- 五毒白骨鞭（1960年）
- 琴挑誤（下集）（1960年）
- 冷月寒梅（上集）（1960年）
- 血淚人生（1960年）
- 紅梅白雪賀新春（1960年）
- 雪峰魔女（1960年）
- 猩猩王大戰黃飛鴻（1960年）
- 古墓追魂劍（1961年）
- 活骷髏浴血五仙觀（1961年）
- 魔犬追凶（1961年）
- 拉車行大運（1961年）
- 太平天國女英雄（1961年）
- 天賜福星（1961年）
- 苗山白毛女（上集）（1961年）
- 龍鳳劍（上集）（1961年）
- 小千金（1961年）
- 小甘羅拜相（1961年）
- 追妻記（1961年）
- 星月爭霸（1961年）
- 仙鶴神針（續集）（1961年）
- 龍鳳劍（下集）（1961年）
- 木偶公主（1962年）...巫婆
- 夜夜望娘婦（1962年）
- 神偷情賊（下集）（1962年）
- 仙鶴神童救母斬蛟龍（1962年）
- 乳燕驚魂（1962年）
- 新夜光杯（1962年）
- 破鏡重圓（1962年）
- 神偷情賊（上集）（1962年）
- 回魂夜（1962年）
- 危巢小鳳（1962年）
- 富貴榮華第一家（1962年）
- 孖生小藝人（1962年）
- 門當戶對（1962年）
- 雙劍盟（大結局）（1962年）
- 雙劍神鞭俠（1962年）
- 石鬼仔出世（1962年）
- 步步追蹤（1962年）
- 似水流年（1962年）
- 半劍一鈴（上集）（1963年）
- 金鎖匙（1963年）
- 英娥殺嫂（1963年）
- 狂人塔（下集）（1963年）
- 復活玫瑰（1963年）
- 錦秀年華（1963年）
- 工廠皇后（1963年）
- 奪魂旗（下集）（1963年）
- 奪魂旗（上集）（1963年）
- 工廠少爺（1963年）
- 一三王（1963年）
- 薄命紅顏（1963年）
- 老襯行大運（1963年）
- 生死同心（1963年）
- 春到人間（1963年）
- 雷電天仙劍（1963年）
- 半劍一鈴（下集）（1963年）
- 金屋雙嬌（1963年）
- 卿何薄命（1963年）
- 一味靠滾（1964年）
- 天從人願（1964年）
- 四兒女（下集）（1964年）
- 鬼新娘（1964年）
- 錦秀天堂（1964年）
- 改期添丁（1964年）
- 霹靂薔薇（上集）（1964年）
- 蕭聲震武林（下集）（1965年）
- 三姑嫂（上集）（1965年）
- 玉面閰羅（上集）（1965年）
- 一家親（1965年）
- 點心皇后（1965年）
- 盲俠穿心劍（上集）（1965年）
- 三姑嫂（下集）（1965年）
- 蕭聲震武林（上集）（1965年）
- 神劍魔簫（下集）（1965年）
- 蜜月（1965年）
- 喜結未了緣（1965年）
- 六指琴魔（下集）（1965年）
- 女殺手（1966年）
- 青青河邊草（1966年）
- 播音王子（1966年）
- 老夫子三救傻仔明（1966年）
- 荳寇干戈（下集）（1966年）
- 金嬌銀更嬌（1966年）
- 冷月離魂（1966年）
- 碧落紅塵（上集）（1966年）
- 大師姐（1967年）
- 女金剛大戰眼龍（1967年）
- 盲童奇遇記（1967年）
- 英雄本色（1967年）
- 莫負青春（1967年）
- 哪吒鬧東海（1968年）
- IQ小子（1969年）
- 飛女正傳（1969年）...村婦
- 君子劍（1969年）
- 昨天今天明天（1970年）
- 愛奴（1972年）
- 應召名冊（1973年）
- 應召男郎（1973年）
- 春滿丹麥（1973年）
- 一嬌二俏三更妙（1973年）
- 土匪（1973年）
- 烏龍教一（1974年）
- 阿牛入城記（1974年）
- 鬼馬雙星（1974年）...賭客
- 香港73（1974年）... 六婆
- 烏龍教一（1974年）
- 空中少爺（1974年）
- 洋妓（1974年）
- 成記茶樓（1974年）
- 應召男郎（1974年）
- 鬼眼（1974年）
- 扭計祖宗陳夢吉（1975年）
- 小山東到香港（1975年）
- 大哥成（1975年）
- 蠱惑女光棍才（1975年）
- 雙星伴月（1975年）
- 緣帽唔怕戴（1975年）
- 脂粉大煞星（1975年）
- 沙膽英（1976年）
- 阿茂正傳（1976年）
- 半斤八兩（1976年） ...戲院觀眾
- 她的爸的媽媽的（1976年）
- 老爺車縱火謀殺案（1977年）
- 大男人（1977年）
- 財子名花星媽（1977年）
- 姦魔（1977年）
- 出術（1977年）
- 狗咬狗骨（1978年）
- 老虎田雞（1978年）
- 漩渦（1978年）
- 烏龍濟公（1978年）
- 剝錯大牙折錯骨（1978年）
- 梁山怪招（1978年）
- 蛇形刁手（1978年）
- 非男飛女（1978年）
- 通天臨記（1979年）
- 著錯草鞋走錯路（1979年）
- 鬼咁過癮（1979年）
- 各師各法（1979年）
- 發窮惡（1979年）
- 大鬥大（1979年）
- 林亞珍老虎魚蝦蟹（1979年）...八姑
- 邪（1980年）
- 錢作怪（1980年）
- 慾火焚琴（1980年）
- 發圍（1980年）
- 邪鬥邪（1980年）
- 通天老虎（1980年）
- 忌廉溝鮮奶（1981年）
- 公子嬌（1981年）
- 一老一少一根釘（1981年）
- 龍咁威（1981年）
- 蠱（1981年）
- 天真有牙（1981年）
- 提防小手（1982年）
- 邪完再邪（1982年）
- 烈火青春（1982年）
- 熱浪（1982年）
- 追女卅六房（1982年）
- 如來神掌（1982年）
- 鯊魚燒賣（1982年）
- 上海灘（1983年）
- 害時出世（1983年）
- 風水二十年（1983年）
- 天皇巨星（1983年）...黃鶯老師
- 花心大少（1983年）
- 皇帝保車（1983年）
- 最佳拍檔大顯神通（1983年）...60年前雌雄大盜
- 雪兒（1984年）
- 我愛羅蘭度（1984年）
- 行錯姻緣路（1984年）
- 伊人再見（1984年）
- 青蛙王子（1984年） ...美祖母
- 南斗官三鬥北少爺（1984年）
- 緣份（1984年）
- 三十處男（1984年）
- 摩登仙履奇緣（1985年）...王大媽
- 歡場（1985年）
- 1/2段情（1985年）
- 生死線（1985年） ...母親
- 反斗妹（1985年）...麥當奴太太
- 四眼仔（1985年）
- 鬼馬飛人（1985年）
- 小狐仙（1985年）
- 俾鬼捉（1986年）
- 處女降（1987年）
- 厲鬼纏身（1987年）
- 江湖龍虎門（1987年）
- 開心快活人（1987年）
- 學校風雲（1988年）
- 長短腳之戀（1988年）
- 黑心鬼（1988年）
- 靈幻小姐（1988年）
- 潘金蓮之前世今生（1989年）
- 賭神（1989年）...陳刀仔祖母
- 師兄撞鬼（1990年）...石婆

### 書籍
- 連民安、吳貴龍. . 香港: 中華書局(香港)有限公司. 2017-07-13  [2020-07-05]. ISBN 9789888488179. （原始内容存档于2020-07-05） （中文）.

### 註腳列表
1. 1 2  . www.facebook.com. 2020-07-18  [2020-07-18]. 陳立品生前原本希望以土葬的形式長眠於長沙灣天主教墳場，但因為當時墳場內已經沒有土葬地，故其遺體於出殯後移至沙田富山火葬場火化，骨灰長眠於長沙灣天主教墳場內。
2. 1 2  . www.facebook.com. 2019-01-30  [2020-06-15]. 陳立品，攝於長沙灣天主教墳場。
3. ↑  . 華僑日報. 1983-01-25: 22 （中文）.
4. ↑  . 蘋果日報. 2018-06-10  [2020-07-05]. （原始内容存档于2020-06-29） （中文）.
5. ↑  潘冰嫦. . 華僑日報. 1987-04-30: 29 （中文）.
6. ↑  . 華僑日報. 1988-09-17: 27 （中文）.
7. ↑  . 大公報第十六版. 1990年7月29日.（繁體中文）
8. ↑  . 大公報. 1990-07-21: 8 （中文）.
9. ↑  . 華僑日報. 1990-07-29: 9 （中文）.
10. ↑  . 華僑日報. 1990-07-29: 9 （中文）.
11. ↑  . 華僑日報. 1977-12-22: 16 （中文）.
12. ↑  . 華僑日報. 1977-10-07: 28 （中文）.

## 外部連結
- 陳立品在互联网电影资料库（IMDb）上的資料（英文）
- 陳立品在香港影庫上的簡介
- 陳立品在豆瓣上的资料（简体中文）
- 陳立品在时光网上的簡介（简体中文）